# Equips de la temporada 2000/01 de la Primera Divisió Espanyola
A la temporada 2000/01 de la primera divisió espanyola hi van participar vint equips. El campió va ser el Reial Madrid, per davant del Deportivo de La Corunya i RCD Mallorca. De Segona Divisió van pujar el Vila-real CF, la UD Las Palmas i el CA Osasuna, mentre, al final de la competició tres eren els conjunts que perdien la categoria: Reial Oviedo, Racing de Santander i CD Numancia.
Els jugadors que van participar en cada equip van ser els següents, ordenats per nombre de partits disputats.

## Reial Madrid
| - Roberto Carlos 36 - 5 gols - Raúl 36 - 24 gols - Karanka 35 - Casillas 34 - Figo 34 - 9 gols - Makélélé 33 - Helguera 32 - 5 gols - Guti 32 - 14 gols - Hierro 29 - 5 gols - Munitis 29 - 2 gols - McManaman 28 - 2 gols - Míchel Salgado 27 - 1 gol - Sávio 26 - 3 gols | - Morientes 22 - 6 gols - Celades 17 - 1 gol - Geremi 16 - Flávio Conceição 14 - Solari 14 - 1 gol - Iván Campo 10 - César Sánchez 5 - Sanchis 5 - Tote 3 - Rivera 2 - Illgner 0 - Ognjenović 0 - Álvaro 0 |

Entrenador: Vicente del Bosque González 38

## Deportivo de La Corunya
| - Manuel Pablo 37 - 1 gol - Víctor 32 - 5 gols - Molina 32 - Mauro Silva 31 - Valerón 31 - 4 gols - Romero 29 - Diego Tristán 29 - 19 gols - Makaay 29 - 16 gols - Donato 29 - 3 gols - Emerson 28 - Fran 27 - 2 gols - Naybet 26 - 1 gol - Scaloni 25 - 3 gols - Pandiani 25 - 7 gols | - Djalminha 21 - 9 gols - Hélder 21 - Capdevila 16 - Fernando 14 - 3 gols - Turu Flores 14 - César 11 - Sampaio 10 - Songo'o 9 - Duscher 5 - Ramis 1 - Dani Mallo 0 - Jokanovic 0 - Bassir 0 |

Entrenador: Javier Irureta 38

## RCD Mallorca
| - Nadal 36 - 3 gols - Olaizola 36 - 1 gol - Miquel Soler 35 - Novo 34 - 3 gols - Ibagaza 34 - 10 gols - Marcos 33 - 4 gols - Luque 32 - 9 gols - Finidi 31 - 5 gols - Fernando Niño 31 - 1 gol - Engonga 31 - 2 gols - Eto'o 28 - 11 gols - Leo Franco 27 - Soler 22 - Carlos 22 - 4 gols | - Carreras 16 - 2 gols - Stankovic 14 - Armando 14 - Siviero 13 - 1 gol - Biagini 13 - 1 gol - Miqui 7 - Güiza 5 - 1 gol - Roa 4 - Josemi 4 - Robles 3 - Riera 3 - Burgos 2 - Cordero 1 |

Entrenador: Luis Aragonés 38

## FC Barcelona
| - Rivaldo 35 - 23 gols - Cocu 35 - 3 gols - Frank de Boer 34 - 3 gols - Sergi 33 - 1 gol - Kluivert 31 - 18 gols - Overmars 31 - 8 gols - Luis Enrique 28 - 9 gols - Simão 25 - 2 gols - Reiziger 25 - Gabri 25 - 2 gols - Guardiola 24 - 2 gols - Gerard 24 - 2 gols - Petit 23 - 1 gol - Xavi 20 - 2 gols | - Reina 19 - Abelardo 19 - 1 gol - Alfonso 17 - 2 gols - Puyol 17 - Dutruel 15 - Dani Garcia 14 - 1 gol - Zenden 10 - De la Peña 9 - Arnau 6 - Santamaría 1 - Litmanen 0 - Cuadrado 0 - Bermudo 0 |

Entrenador: Llorenç Serra Ferrer 31, Carles Rexach Cerdà 7

## València Club de Futbol
| - Cañizares 37 - Carew 37 - 11 gols - Baraja 35 - 4 gols - Đukić 34 - Vicente 33 - 5 gols - Juan Sánchez 32 - 12 gols - Mendieta 31 - 10 gols - Ayala 28 - 1 gol - Angulo 28 - Angloma 27 - Pellegrino 27 - Carboni 24 - Kily González 22 - 3 gols | - Albelda 21 - Zahovič 20 - 3 gols - Diego Alonso 20 - 2 gols - Deschamps 13 - Björklund 10 - Ilie 10 - Aimar 10 - 2 gols - Fábio Aurélio 7 - Milla 6 - Parri 2 - Palop 1 - Amarilla 0 - Bartual 0 |

Entrenador: Héctor Raúl Cúper 38

## Celta de Vigo
| - Catanha 36 - 16 gols - Cáceres 36 - Gustavo López 34 - 5 gols - Giovanella 33 - 1 gol - Velasco 33 - Edú 31 - 3 gols - Karpin 30 - 5 gols - Mostovoi 30 - 9 gols - Juanfran 28 - 2 gols - Vagner 27 - 1 gol - Jesuli 24 - 2 gols - Cavallero 21 - Yago 20 | - McCarthy 19 - Djorovic 19 - 2 gols - Pinto 18 - Berizzo 17 - Doriva 17 - 1 gol - Jayo 14 - Coira 12 - Tomás 11 - 1 gol - Couñago 8 - Manolo Sánchez 7 - 1 gol - Noguerol 4 - Sergio Fernández 0 - Berges 0 |

Entrenador: Víctor Fernández Braulio 38

## Vila-real CF
| - Arruabarrena 37 - 2 gols - López Vallejo 36 - Víctor 36 - 14 gols - Amor 35 - Jorge López 35 - 8 gols - Quique Álvarez 32 - 2 gols - Gracia 32 - 3 gols - Craioveanu 31 - 6 gols - Calleja 28 - 1 gol - Berruet 27 - Cagna 27 - 2 gols - Galván 26 | - Xavi Roca 23 - Moisés 22 - 4 gols - Escoda 20 - 2 gols - Unai 18 - 3 gols - Martín Palermo 17 - 6 gols - Marioni 13 - 3 gols - Jaime 9 - 1 gol - Quique Medina 9 - Schelotto 7 - Walter Gaitán 4 - Tasevski 3 - Unanua 2 |

Entrenador: Víctor Muñoz Manrique 38

## Málaga CF
| - Movilla 37 - 3 gols - Contreras 36 - Rufete 34 - 4 gols - Dely Valdés 34 - 17 gols - De los Santos 33 - Bravo 32 - 1 gol - Txomin Larrainzar 30 - 3 gols - Roteta 29 - 1 gol - Agostinho 29 - 4 gols - Rojas 28 - Zárate 28 - 4 gols - Darío Silva 26 - 13 gols - Valcarce 22 - 1 gol - Canabal 21 - 3 gols | - Sandro 21 - 2 gols - Edgar 16 - 1 gol - Fernando Sanz 16 - Iznata 14 - Musampa 11 - 3 gols - Ruano 8 - Basti 6 - Martín Rivas 6 - Irurtzun 5 - Rafa 3 - Josemi 1 - Pato 1 - Quaye 1 |

Entrenador: Joaquín Peiró Lucas 38

## RCD Espanyol
| - Sergio 38 - 4 gols - Mora 35 - Posse 34 - 4 gols - Galca 32 - 3 gols - Tamudo 30 - 11 gols - Toni Velamazán 30 - 6 gols - Roger 29 - 3 gols - Cristóbal 28 - Navas 26 - Arteaga 25 - 3 gols - Serrano 24 - 3 gols - Rotchen 22 - 2 gols - Morales 19 - Soldevilla 17 - Òscar 17 - 1 gol | - Toledo 16 - 1 gol - Pochettino 16 - 2 gols - Iván Díaz 14 - Lopo 13 - Nando 10 - De Lucas 8 - Lardín 8 - David García 7 - Nishizawa 6 - Manel 5 - 1 gol - Benítez 4 - Argensó 3 - Nan Ribera 3 - Balbuena 0 - Aganzo 0 |

Entrenador: Francisco Flores Lajusticia 38

## Deportivo Alavés
| - Martín Herrera 36 - Desio 36 - 1 gol - Geli 35 - 2 gols - Jordi Cruyff 35 - 3 gols - Javi Moreno 34 - 22 gols - Contra 33 - 3 gols - Magno 33 - 2 gols - Iván Alonso 32 - 8 gols - Téllez 31 - 2 gols - Ibon Begoña 31 - 2 gols - Eggen 30 - 2 gols - Karmona 30 - 1 gol - Pablo 29 | - Tomić 29 - 2 gols - Astudillo 25 - Azkoitia 11 - 1 gol - Vucko 11 - 2 gols - Rosas 6 - Sarriegi 5 - Djolonga 3 - Brandán 2 - Gañán 3 - 1 gol - Kike 3 - Josete 0 - Asier Salcedo 0 - Epitié 0 |

Entrenador: José Manuel Esnal 38

## UD Las Palmas
| - Paqui 35 - 1 gol - Ángel 32 - Jorge 32 - 1 gol - Josico 32 - 2 gols - Samways 31 - Guayre 31 - 8 gols - Schürrer 31 - 2 gols - Nacho González 30 - 2 gols - Álvaro 29 - 4 gols - Edu Alonso 29 - Eloy 29 - 3 gols - Jarni 26 - 2 gols - Orlando 24 - 6 gols - Pablo Lago 20 - 3 gols - Oulare 17 - 4 gols | - Ramón 16 - Jaime Molina 13 - Turdó 13 - 1 gol - Olías 12 - 1 gol - Baiano 9 - Gudjonsson 9 - 1 gol - Cicović 9 - Moreno 6 - Paquito 3 - Rubén Castro 3 - Sarasúa 3 - Oktay 2 - Álex Castro 1 - Amador 1 |

Entrenador: Sergije Krešić 38

## Athletic Club de Bilbao
| - Lafuente 36 - Yeste 34 - 6 gols - Urzaiz 34 - 10 gols - Felipe Guréndez 31 - 1 gol - Lacruz 31 - 1 gol - Vales 31 - Etxeberria 28 - 5 gols - Orbaiz 27 - Guerrero 27 - 4 gols - Javi González 26 - 3 gols - Larrazábal 25 - 4 gols - Iñigo Larrainzar 25 - 1 gol - Alkiza 22 - 1 gol - Tiko 22 - 2 gols | - Urrutia 21 - 1 gol - Ezquerro 19 - 3 gols - Alkorta 17 - Roberto Rios 17 - 1 gol - Del Horno 14 - David Cuéllar 8 - Carlos García 7 - Carlos Merino 7 - Lasa 5 - Imaz 2 - Aranzubía 2 - Asensio 2 - Imanol Etxeberria 0 |

Entrenador: José Francisco Rojo Arroita 38

## Reial Societat
| - Khokhlov 37 - 4 gols - López Rekarte 36 - 1 gol - Idiakez 33 - 7 gols - De Paula 32 - 9 gols - Aranzábal 30 - 1 gol - De Pedro 30 - 5 gols - Fuentes 30 - Alberto 28 - Jankauskas 28 - 11 gols - Pikabea 26 - Tayfun 24 - 4 gols - Loren 20 - 1 gol - Korino 19 - Xabi Alonso 18 - Luiz Alberto 17 - Aranburu 16 | - Julio César 16 - 1 gol - Jáuregi 16 - 2 gols - Gabilondo 14 - 2 gols - Asper 10 - Gurrutxaga 10 - Llorente 9 - 2 gols - Vega 8 - Collet 6 - Demetradze 4 - Sergio Francisco 4 - Alejandro 3 - Arif 2 - 1 gol - Mikel Alonso 1 - José Félix Guerrero 1 - Íker Álvarez 0 - Peiremans 0 |

Entrenador: Javier Clemente Lázaro 6, Miguel Ángel Alonso Oyarbide 10, John Benjamin Toshack 22

## Rayo Vallecano
| - Bolo 37 - 8 gols - Ballesteros 36 - 2 gols - Alcázar 35 - Míchel Sánchez 33 - 10 gols - Mingo 33 - De Quintana 32 - 2 gols - Bolic 32 - 8 gols - Quevedo 31 - 6 gols - Poschner 29 - 1 gol - Hélder 27 - 1 gol - Mauro 25 - 2 gols - Iván Iglesias 24 - 1 gol - Keller 23 | - Glaucio 22 - 1 gol - Luis Cembranos 22 - 9 gols - Setvalls 21 - 1 gol - Lopetegi 16 - Patxi Ferreira 12 - Bartelt 12 - 1 gol - Pablo Sanz 11 - 1 gol - Urbano 7 - Dani Bouzas 4 - Clotet 2 - Hontecillas 1 - Cota 0 |

Entrenador: Juande Ramos 38

## CA Osasuna
| - Cruchaga 36 - 3 gols - Iván Rosado 34 - 14 gols - Nuno 33 - Lekumberri 32 - Yanguas 31 - Alfonso 31 - 1 gol - Sabino 30 - 3 gols - Àlex Fernàndez 29 - 5 gols - Armentano 26 - 5 gols - Mateo 21 - 2 gols - Gancedo 21 - 2 gols - Ibán Pérez 20 - Alfredo 19 - 1 gol - Óscar Arpón 19 - 1 gol - Vidaković 19 | - Llorens 19 - Palacios 18 - Ángel Luis 17 - Aitor Ocio 14 - Ángel Rodríguez 12 - Jusué 12 - 1 gol - Gerardo 10 - 2 gols - Trzeciak 10 - Sanzol 6 - Ziganda 4 - Sena 4 - Moha 2 - Shustikov 0 - Josema 0 - Fresán 0 |

Entrenador: Miguel Ángel Lotina Oruechebarría 38

## Reial Valladolid
| - Torres Gómez 37 - Marcos 36 - Heinze 36 - 1 gol - García Calvo 34 - 2 gols - Caminero 33 - 5 gols - Pachón 31 - 6 gols - Eusebio 28 - 3 gols - Bizarri 26 - Fernando 26 - 5 gols - Sales 25 - 2 gols - Ricchetti 24 - Alberto 23 - 4 gols - Kaviedes 23 - 6 gols - Ciric 22 - 2 gols | - Turiel 21 - 2 gols - Antonio López 20 - 1 gol - Peña 19 - Jesús Sánchez 16 - 2 gols - Ricardo 12 - Chema 12 - Santamaría 7 - Harold Lozano 5 - Cuauhtemoc 3 - Márquez 2 - Jon Ander 0 - Raúl Ibáñez 0 - Isailovic 0 |

Entrenador: Francisco Ferraro 28, Josep Moré i Bonet 10

## Reial Saragossa
| - Vellisca 38 - 2 gols - Juanmi 35 - Paco 34 - Juanele 34 - 4 gols - José Ignacio 34 - 6 gols - Acuña 34 - 4 gols - Jamelli 33 - 13 gols - Yordi 31 - 4 gols - Pablo 28 - 1 gol - Montenegro 28 - 2 gols - Aguado 26 - 2 gols - Garitano 19 - Ferrón 19 | - Sundgren 18 - 1 gol - Lanna 18 - 2 gols - Cuartero 17 - Esnáider 17 - 11 gols - Santi Aragón 12 - Rebosio 12 - Hurenka 11 - Peternac 9 - Marcos Vales 6 - César Jiménez 4 - 1 gol - Laínez 3 - Corona 2 - Radímov 0 |

Entrenador: Juan Manuel Lillo Díez 4, Luis Costa Juan 34

## Reial Oviedo
| - Esteban 38 - Oli 37 - 15 gols - Danjou 36 - 4 gols - Tomic 36 - 6 gols - Ivan Ania 36 - 5 gols - Onopko 35 - 3 gols - Boris 29 - Amieva 29 - Martinovic 26 - Keita 24 - Paunovic 22 - 4 gols - Rabarivony 18 - Jaime 18 - 4 gols - Rubén 18 - Gaspar 18 - Losada 16 - 4 gols | - Ivo 16 - Rubén Reyes 16 - 1 gol - Möller 11 - 2 gols - Geni 10 - 1 gol - Raúl García 9 - Bango 8 - Juan González 6 - 1 gol - Pablo Suárez 5 - Nađ 3 - Collymore 3 - Óscar Pérez 2 - Joyce Moreno 1 - Unzué 0 - Dorronsoro 0 - Claessens 0 - Óscar Álvarez 0 |

Entrenador: Radomir Antić 38

## Racing de Santander
| - Amavisca 37 - 7 gols - Mellberg 36 - Espina 35 - 2 gols - Ceballos 34 - Manjarín 30 - 1 gol - Arzeno 29 - 3 gols - Mazzoni 23 - 9 gols - Tais 23 - 1 gol - Jaime 21 - 2 gols - Sietes 20 - Ismael 20 - 1 gol - Morán 19 - 2 gols - Colsa 19 - 3 gols - Juanma 19 - Rushfeldt 18 - 3 gols | - Regueiro 17 - 4 gols - Txema 16 - Magallanes 15 - 3 gols - Preciado 15 - 3 gols - Bestxàstnikh 14 - 1 gol - Estévez 14 - Julio Álvarez 13 - Vivar Dorado 10 - Ramis 10 - 1 gol - Pineda 9 - 1 gol - Lemmens 5 - Neru 4 - Nafti 3 - Dani Roiz 0 - Billabona 0 |

Entrenador: Andoni Goikoetxea Olaskoaga 13, Gregorio Manzano Ballesteros 14, Gustavo Adolfo Benítez Benito 11

## CD Numancia
| - Iñaki 37 - Nagore 36 - 2 gols - Núñez 35 - Manel 33 - Ojeda 33 - 4 gols - Rubén Navarro 33 - 7 gols - Pacheta 33 - 3 gols - José Manuel 28 - 5 gols - Marini 27 - Rosu 27 - 8 gols - David Pirri 24 - Octavio 22 - Caco Morán 21 - 4 gols - Muñiz 19 | - Antía 19 - Soria 18 - Jaume 17 - 2 gols - Gustavo 13 - Iván Pérez 13 - 2 gols - Delgado 12 - 1 gol - Barbu 8 - Curro Montoya 6 - Clavero 5 - Culebras 5 - Raúl Rodríguez 3 - Tito 1 - Mario Larrea 0 |

Entrenador: Francisco Herrera Lorenzo 12, Mariano García Remón 21, Celestino Vallejo de Miguel 5